# Auguste Germain (dramaturge)
Pour les articles homonymes, voir Auguste Germain et Germain.
Ne doit pas être confondu avec Auguste Germain (poète).
Œuvres principales
Fred, L'amour pleure et rit, La Petite Femme forte, Les Dessous du théâtre. Les Agences dramatiques et lyriques.
Auguste Germain est un dramaturge, romancier et journaliste français né le 22 janvier 1862 à Paris où il est mort le 13 décembre 1915.

## Biographie
Auguste Germain est un auteur prolifique qui écrivit de nombreuses pièces de théâtre, plusieurs romans, des recueils de correspondances et des biographies.
Il collabore à plusieurs revues littéraires, telles que le "Nu au salon" et "l'Écho de Paris", où il écrivait la gazette théâtrale sous le pseudonyme de Capitaine Fracasse.

## Œuvres theâtrales
- 1894 : Famille !, comédie en trois actes, théâtre du Gymnase, le 30 janvier 1894
- 1895 : Volte-face, pièce en 1 acte, éditions  H. Simonis Empis, 1895
- 1897 : Argument de Phryné, ballet en trois tableaux, extrait du programme des Folies Bergère, texte d'Auguste Germain, musique de Louis Ganne
- 1898 : Les Chaussons de danse, comédie en 1 acte, théâtre des Variétés le 27 septembre 1898
- 1899 : Nuit d'été, comédie en 1 acte, théâtre des Variétés le 25 septembre 1899
- 1899 : L'amour pleure et rit, comédie en 3 actes, théâtre de l'Athénée le 25 octobre 1899
- 1901 : En fête, comédie en 5 actes, théâtre de l'Athénée le 25 janvier 1901[4]
- 1901 : Le Bonheur qui passe, comédie en 1 acte, Comédie-Française le 21 mai 1901
- 1905 : On réclame !..., comédie en 1 acte co-écrit avec Robert Trébor, théâtre Molière le 4 mai 1905
- 1905 : Fred, comédie en trois actes co-écrit avec Robert Trébor, théâtre des Bouffes du Nord le 31 octobre 1905
- 1906 : Irrésistible, comédie, théâtre des Nouveautés le 6 mars 1906
- 1906 : L'Attente, comédie en 1 acte co-écrit avec Robert Trébor, théâtre de l'Odéon le 16 mai 1906
- 1907 : Marcheuse !, comédie en 1 acte, théâtre des Capucines le 10 avril 1907
- 1908 : Miousic, comédie en un acte, théâtre Mévisto le 1er mars 1908
- 1908 : La petite femme forte, comédie en 1 acte co-écrit avec Robert Trébor, Comédie-Royale le 12 octobre 1908
- 1908 : L'Éclipse, pièce en 1 acte, théâtre Mévisto
- 1909 : En trombe !, comédie en un acte, éditions Fayard, Paris, 1909
- 1909 : Guerre, adaptation de la pièce en 3 actes de Robert Reinert, au théâtre Antoine

## Romans
- 1887 : Christiane, robes et manteaux, éditions J. Levy, Paris, 1887, 350 p.
- 1890 : Les recettes de cuisine théâtrale de M. Sésosthène Rabichon, éditions  Ernest Kolb, Paris, 1890, 61 p.
- 1891 : Les Dessous du théâtre. Les Agences dramatiques et lyriques, éditions Perrin, Paris, 1891, préface de Emile Bergerat
- 1891 : L'Agité, éditions Perrin, Paris, 1891, 251 p.
- 1892 : Scènes de la vie théâtrale. Bichette, éditions  Ernest Kolb, Paris, 1892, 275 p.
- 1893 : À toutes brides, éditions Perrin, Paris, 1893, 330 p.
- 1893 : Nos princes..., éditions E. Kolb, Paris, 1893, 280 p.
- 1895 : Théâtreuses, éditions  H. Simonis Empis, Paris, 1895, 173 p.
- 1896 : La Valse parisienne, illustrations par Hermann Paul, éditions  H. Simonis Empis, Paris, 1896, 282 p.
- 1897 : Chantez les baisers..., éditions  H. Simonis Empis, Paris, 1897, 276 p.
- 1898 : Albert Brasseur, éditions F. Juven, Paris, 1898, 96 p.
- 1898 : Polichinelles, éditions  H. Simonis Empis, Paris, 1898, 263 p.
- 1898 : En fête, éditions  H. Simonis Empis, Paris, 1898, 403 p.
- 1898 : Petite chatte, éditions F. Juven, Paris, 1898, 125 p.
- 1900 : Les Étoilés, éditions  H. Simonis Empis, Paris, 1900, 282 p.
- 1901 : La Belle Hélène, éditions Librairie moderne, Paris, 1901, 967 p.
- 1901 : Le Carillon de Paris, éditions  H. Simonis Empis, Paris, 1901, 284 p.
- 1903 : Les Paradis, Ouvrage orné de 30 compositions de L. Le Riverend, éditions A. Méricant, Paris, 1903, 349 p.
- 1907 : Dames patronnesses, roman passionnel..., éditions A. Méricant, Paris, 1907, 332 p.
- 1909 : L'Angoissant Mystère, éditions  A. Méricant , Paris, 1909, 240 p.
- 1909 : Les Maquillés, roman de mœurs théâtrales, éditions Fasquelle, Paris, 1909, 308 p.
- 1922 : Mme Brazyers, antiquaire, éditions Fasquelle, Paris, 1922, 246 p. (édité post mortem)

## Poésie
- 100 Sonnets pour Jeanne (1902)

## Sources et références
1. ↑  Acte de décès (avec date et lieu de naissance) à Paris 9e, n° 1607, vue 2/13.
2. ↑  Le nu au salon
3. ↑  Bibliographie générale Auguste Germain sur la Bnf
4. ↑  « Le Monde artiste », sur Gallica, 3 février 1901 (consulté le 15 décembre 2020)